# Път на коприната
Пътят на коприната е древна система от свързани и разклоняващи се пътища използвани главно за превозване на стоки, посредством кервани, пътуващи по суша и море. Обхватът му позволява засилени търговски и други връзки, между Китай и Средиземноморието, както и – чрез различни отклонения – на тези земи с Южна Азия и източноафриканските крайбрежия.
Континенталният път на коприната се разделя на северен и южен, като и двата започват от търговските центрове в Северен Китай. Северният път преминава през Волжка България и достига Кримския полуостров, а оттам през Черно море и Мраморно море или Балканите до Венеция. Южният път преминава през Туркестан, Хорасан, Иран и Месопотамия, а оттам през Антиохия към Средиземно море или през Египет към Северна Африка.
Тъй като коприната е най-важната от транспортираните стоки по него, този маршрут, свързващ Изтока и Запада, е наречен „Път на коприната“ (Seidenstraße) от географа Фердинанд фон Рихтхофен през 1877 година. За първи път е изминат (в основната си част) от китайския пътешественик и дипломат Джан Циен, който е изпратен на дипломатическа мисия на Запад от династията Хан, чиято цел не е установяване на търговски връзки, а осигуряване на военни съюзници за китайците.

## История
Възниква през 2 век пр.н.е. с изпращането на Джан Циен от император Хан Уди да търси помощ, сред обитателите на Централна Азия (най-вече сред наскоро преселилите са там юеджи), срещу постоянните атаки на номадския народ хунну, населяващ териториите на днешните Монголия, Северен Китай и Южен Сибир и през 3 век пр.н.е. създавал обширна степна империя. Пътуването се проточва във времето, когато Джан Циен е пленен от хунну – той остава сред тях в течение на 10 години. След като успява да избяга, той продължава пътуването си до Централна Азия, но преговорите не се увенчават с успех и след известно време той се завръща в Китай. Същевременно успява да обогати познанията на китайците за регионите, които посещава, създава условия за установяване на ценни търговски връзки, а по-късно затвърждава успеха си с още една мисия, в Централна Азия с много по-благополучен завършек. В резултат на действията му, хора, дори от значително по-далечни земи научават за стоките, които се произвеждат в други райони на света, и започват да обмислят възможности за доставянето им. Коприната, много ценена, както от персите, така и от римляните, става основната стока, която започва да се обменя по създадения вследствие на това Път на коприната.
По времето, когато Джан Циен открива Пътя на коприната, династията Хан и Партското царство в Персия преживяват своя апогей, което осигурява безпрепятственото развитие на Пътя на коприната като важен транспортен и търговски маршрут. След падането на династията Хан през ранния 3 век започва период на намаляване на значението му, но с идването на династията Тан на власт през 7 век постепенно е възобновен и в средата на 8 век достига своя разцвет. Заслугата отчасти е на политиката, провеждана от династията Тан, за окуражаване на търговските връзки между Изтока и Запада. По същото време, с разпространението на няколко световни религии, все повече мисионери се отправят на Изток именно по този път. С времето Пътят на коприната става важен културен път и информационно трасе за обмен на идеи, от особена важност за високото ниво на развитие на Китай тогава. След падането на династията Тан през 10 век започва нов упадък на Пътя на коприната - период, който продължава до 13 век, когато завоеванията на монголците възвестяват началото на една нова ера в отношенията между Изтока и Запада. Засилените контакти водят до повишаване на интереса на европейците към азиатските стоки. Това, в комбинация със затрудненията в търговията, създавани от турците, става причина да започне, да се търси и морски път от Европа до Югоизточна Азия, по който да бъдат пренасяни стоките, доставяни оттам (конкретно някои високо ценени подправки, като черен пипер и карамфил). През 15 век бива открит такъв път (покрай нос Добра надежда), по-късно е проправен достъпът до този район и чрез преминаване през Магелановия проток или протока Дрейк и прекосяване на Тихия Океан. Тези и други пътища резултатно заместват Пътя на коприната, Въпреки че далеч не прекъсват използването му, вече при по-ниски разходи и с по-малко опасности, става възможно транспортирането ред стоки, пренасяни преди само по него. Освен това в Персия започва развитие на бубарството, което допринася за намаляването вноса на коприна от Изтока, а други артикули и материали биват изместени от по-нови и модерни.

## Градове по Пътя на коприната
От Константинопол до Мешхед:
- Константинопол, Турция
- Бурса, Турция
- Кония, Турция
- Адана, Турция
- Антиохия, Турция
- Халеб, Сирия
- Рамади, Ирак
- Фалуджа, Ирак
- Абу Граиб, Ирак
- Багдад, Ирак
- Бакуба, Ирак
- Керманшах, Иран
- Хамадан, Иран
- Техеран, Иран
- Хекатомпилос, Иран
- Сабзевар, Иран
- Нишапур, Иран
- Мешхед, Иран

От Мешхед до Турфан:
- Мешхед, Иран
- Мерв, Туркменистан
- Туркменабад, Туркменистан
- Бухара, Узбекистан
- Самарканд, Узбекистан
- Ташкент, Узбекистан
- Бишкек, Киргизстан
- Алмати, Казахстан
- Урумчи, Китай
- Турфан, Китай

От Мешхед до Кашгар:
- Мешхед, Иран
- Херат, Афганистан
- Бамян, Афганистан
- Кабул, Афганистан
- Пешавар, Пакистан
- Кашгар, Китай

Северен път от Кашгар до Анси:
- Кашгар, Китай
- Аксу, Китай
- Куча, Китай
- Корла, Китай
- Джяоче, Китай
- Турфан, Китай
- Хами, Китай
- Анси, Китай

Южен път от Кашгар до Анси:
- Кашгар, Китай
- Хотан, Китай
- Ния, Китай
- Дунхуан, Китай
- Анси, Китай

От Анси до Сиан:
- Анси, Китай
- Юмен, Китай
- Чжанджие, Китай
- Вувей, Китай
- Ланчжоу, Китай
- Сиан, Китай